# Melanatria fluminea
Melanatria fluminea је пуж из реда Sorbeoconcha и фамилије Thiaridae. 

## Угроженост
Ова врста је на нижем степену опасности од изумирања, и сматра се скоро угроженим таксоном.

## Распрострањење
Мадагаскар је једино познато природно станиште врсте.

## Станиште
Станиште врсте су слатководна подручја.